# Hunteria oxyantha
Hunteria oxyantha är en oleanderväxtart som beskrevs av E. Omino. Hunteria oxyantha ingår i släktet Hunteria och familjen oleanderväxter. Inga underarter finns listade i Catalogue of Life.